# 비교광고
비교광고는 자사와 경합하는 타사의 상품과 비교하여 우위성을 호소하는 광고의 수단으로, 가격이나 성능 등의 수치를 내세우는 광고를 말한다.
구미형의 대표적인 것으로서, 상대방의 상품과 비교하는 광고가 많다. 일본에서는 신상품과 자사의 구상품을 비교하는 광고가 많이 이용되고 있다.
펩시챌린지(Pepsi Challenge)의 일환으로 행해진 미국의 광고 캠페인은 역사에서 남을 일이 되었다. 1980년대에 펩시콜라는 전국 각지에서 블라인드 테스트에 의한 공개시음 조사를 행하고, 여기서 코카콜라보다도 맛있다고 회답한 사람이 반수를 넘었다고 선전하였다. 이것은 큰 화제를 불러와, 시장점유율을 확대하는 데에 성공하였다. 펩시사는 결과를 알 수 없는 챌린지에 도전한 것이 아니라, 사전조사에 의해 얻어진 "한 모금 마시면, 코카콜라보다도 달콤한 펩시를 선택하는 경향이 있다"는 것을 이용한 것이었으나, 구체적인 조사에 있어서 펩시는 명확하지 않았다.(후에 이 블라인드 테스트는 일본에서도 재현되었다.)

## 각국별 비교광고
비교광고에 관하여는 대체로 비교광고가 본질적으로 위법하다고 보는 입법례(벨기에，프랑스, 이탈리아 등), 규제가 강한 입법례(독일, 오스트리아, 한국, 일본 등), 규제가 비교적 약한 입법례(미국，영국, 캐나다，스페인 등)로 나눌 수 있다.

### 비교광고 본질적 위법
벨기에，프랑스, 이탈리아 등은 비교광고가 본질적으로 위법하다고 본다. 벨기에, 이탈리아, 룩셈부르크에서는 비교광고에서 경쟁자들의 명시적인 공개가 금지되어 있다.
경쟁자에게 미리 통지를 하지 않는 한 프랑스에서는 비교광고가 불공정경쟁으로서 일반적으로 금지되어 있다. 프랑스에서는 종래 비교광고를 금지해 왔지만 1973년 Royer Act 제5조가 규정된 후부터 이를 위반하지 않는 한 비교광고가 허용된다고 해석하는 경향이다.  프랑스에서 비교광고는 1986년 7월 22일, 프랑스의 최고재판소인 파훼원의 상사 판결에 의하여 처음으로 인정되었다. 이 판결에서, "서로 다른 상인에 의하여 같은 조건에서 판매되는 동일한 상품"이라는 요건이 제시되었다.  그리고는, 1992년 1월 18일 법률에 의하여 승인되었는데, 소비자법의 L121-8조와 그에 이은 조항에 엄격한 규정을 도입한 것이었다.  비교광고는, 다른 사람의 상표나 상호를 인용하거나 표시함으로써 같은 성질의 재화나 용역의 비교를 행하는 것라고 이해된다. 1992년 법률에서  규정한 비교광고의 요건은 (1) 같은 종류의 물건을 비교 (2) 비교를 명확하게 표현할 것 (3) 비교의 정보를 제시할 것, 이상 3가지이다.

### 비교광고에 대한 강한 규제
독일, 오스트리아, 한국, 일본 등은 비교광고에 대한 규제가 강하다. 경쟁자에게 미리 통지를 하지 않는 한 독일에서는 비교광고가 불공정경쟁으로서 일반적으로 금지되어 있다. 독일의 경우 1970년대 중반이후 비교광고의 금지를 점차 완화하였고, 진실한 체제비교 또는 상품종류비교(System-oder Warenartvergleich)는 무제한 허용하였고, 진보비교(Fortschrittsvergleich), 방어 비교(Abwehrvergleich), 정보비교(Auskunftsvergleich) 에 대하여도 허용하고 있고,사업자가 자기의 가격을 종전의 자기가격과 비교하는 경우，다른 제조자가 권장한 가격과 비교하는 경우 등 진실한 비교 표시 · 광고는 허용된다.

### 비교광고에 대한 약한 규제
미국，영국, 캐나다，스페인 등은 비교광고에 대한 규제가 약하다.
미국 연방거래위원회는 1979년에 발표한 비교광고에 관한 정책지침서(Statement of Policy Regarding Comparative Advertising)에서 “비교광고란 객관적으로 측정할 수 있는 특성이나 가격에 관하여 대체 브랜드와 비교하고 또한 명칭, 삽화, 기타 특색있는 정보에 의하여 대체 브랜드를 식별할 수 있는 광고”라 하였다. 즉 비교광고는 그것이 진실하거나 기만적이지 않는 경우에는 비교광고로 인하여 소비자는 구매결정에 있어서 중요한 정보를 보다 정확하고 명확하게 제공받게 되어 합리적인 상품의 선택이 가능하게 되는 한편 비교광고로 말미암아 사업자 상호간의 경쟁으로 상품에 대한 개발이 촉진되어 상품의 가격이 저렴하게 될 수 있다는 점에서 이를 장려하고 있다. 또한 미국 연방거래위원회법 외에도 랜험법에서 광고를 규제하는데 1988년 개정으로 공정한 사용인 경우 자신의 경쟁사업자에 대한 상품 등의 비교가 허용되었다(랜험법 제43(a)조) 랜험법에 의하면, 허위광고로 피해를 입은 기업이 직접 가해기업을 상대로 소송을 제기할 수 있으나, 적용대상이 비교광고를 통한 허위주장이어야 한다. 또한 랜험법상의 소송을 제기하기 위하여는 ① 제품에 대한 거짓정보제공, ② 실제로 허위이거나 허위 일 가능성이 높은 광고, ③ 광고의 허위내용의 중대성, ④ 광고제품이 주간(州間) 통상의 제품일 것, ⑤ 피해발생 또는 피해의 가능성 등의 요건을 갖추어야 한다.
영국과 아일랜드는 중상적(中傷的)인 것이 아닌 한 비교광고를 허용하고 있다. 최근에 영국에서는 유럽연합의 다른 회원국들과 비교하여 보다 유연한 접근 방법을 택하고 있다. 영국에 있어서, 1994년말까지는 비교광고에서 경쟁회사의 등록상표를 사용하는 것은 대부분 상표법 위반이었다. 그러나, 2000년에 비교광고에 관한 법률이 제정되었고, 현재 비교광고에 관한 법령은 EU의 명령들에 의해서 규율되고 있다. 영국에 있어서, 행정위임입법인 2008년 오인유발 마케팅으로부터 사업 보호에 관한 규칙은 유럽연합 비교광고와 오도광고에 관한 지침 (2006/114/EC)의 실행 규정이다. 영국에 있어서 비교광고에 관한 고전적인 사례 중 하나는 O2 v Hutchison 사건이다. 유럽 사법재판소(ECJ)는 어떤 광고자가 자신의 재화나 용역의 광고를 위해서 다른 자의 등록 상표를 사용하는 것은 상표 위반이 될 수 있다고 판결하였다. 재판소는 나아가, 상표소유자는 경쟁자가 비교광고에 있어서 그의 상표와 비슷하거나 동일한 표지를 사용하는 것을 막을 수 없다고 판결하였는데, 이로써, 유럽연합 비교광고와 오도광고에 관한 지침의 모든 조건을 만족하게 되었다.
스페인과 네덜란드에서는 제한적인 비교광고만 허용된다. 포르투갈의 경우 광고에 관한 명령 제18조의 요건을 갖추는 한 비교광고가 허용된다. 즉 객관적이고 소비자를 오인시키지 않으며 경쟁을 혼란시키고 않고 비교된 상품을 모욕하지 않는 한 비교광고는 허용된다. 스페인 방송광고규칙 제14조는 본질적이고 또 증명가능한 사실에 관계되는 경우에만 광고에 비교의 표현을 사용하는 것을 인정하고 있다.

### 미분류
스칸디나비아에서는 엄격한 진실성과 관련성이라는 기준에 의하여 비교광고의 사용이 제한되었다. 특히 경쟁자나 그가 생산한 상품의 실체를 명시적으로 밝히는 것은 경쟁자의 상표를 허락 없이 사용하는 것에 해당되고 이것은 불공정한 훼손에 해당한다. 스웨덴에서는 경쟁자의 제품과의 비교 특히 가격의 비교는 고객의 합리적 선택을 위하여 허용되고 있다. 다만 비교되는 상품의 전체상(全體象)이 전달될 것을 요건으로 한다. 덴마크는 1974년법에 의하여 진실성(眞實性)과 공정(公正)이라는 기준에 합치할 것을 요건으로 하여 비교광고를 전향적으로 인정하는 입장을 취하고 있다.

## 참고 문헌
- 박수영, 〈부당한 표시 · 광고행위의 성립요건과 유형〉, 《기업법연구 제13집》 (2003), 299쪽.
- 김종호, 〈경쟁의 촉진 도구로서 비교광고의 법적 측면〉《동아법학》(51권, 2011년) 동아대학교 법학연구소